# 香港懲教學院
香港懲教學院（縮寫：HKCSA）位於香港香港島南區赤柱東頭灣道47號，鄰近香港懲教博物館。香港懲教學院隸屬於懲教署人力資源組，為懲教署職員的主要訓練及培訓機構之一。所有新入職的懲教署學員均須在此接受基本訓練，學院亦為現職職員提供進階訓練。

## 歷史
香港懲教學院前身懲教署職員訓練院（Correctional Services Department Staff Training Institute）於1958年成立。其所在建築物，原址是1955年從赤柱監獄獨立而成的東頭灣教導所，收容18至21歲的少年犯人，到1958年關閉並改為職員訓練場地至今，其原因由於早期懲教署學員曾借用香港警察學院設施。
2022年7月1日，懲教署職員訓練院正名為香港懲教學院（Hong Kong Correctional Services Academy）。

## 投考
每次懲教署舉辦招募時，通常有逾萬人投考，當中一成為學士，平均50名投考者競爭一個職位。
於體能測試中，平均有四成投考者被淘汰。

## 訓練
新入職的懲教主任及二級懲教助理必須分別接受為期26及23週的基礎訓練，內容包括香港法律、社會學、心理學、犯罪學、步操、處境訓練、射擊及急救等。

## 課程
1. 懲教事務專業文憑
2. 懲教管理專業文憑
3. 懲教管治及領導深造證書